# ライフセービング世界選手権大会
ライフセービング世界選手権大会（ILS World Life Saving Championships ）は、ライフセービングにおいて世界で最も権威ある競技会。
1993年に国際組織である国際ライフセービング連盟が設立され、翌年1994年より2年ごとに開催されている。
開催地によって開催月が変わる。国別にオーシャン競技、プール競技、SERC競技の3種類すべてを競い合う。

## 開催地
- 第1回（1994年） カーディフ/コーンウォール（ イギリス）
- 第2回（1996年） ダーバン（ 南アフリカ共和国）
- 第3回（1998年） オークランド（ ニュージーランド）
- 第4回（2000年） シドニー（ オーストラリア）
- 第5回（2002年） デイトナビーチ/オーランド（ アメリカ合衆国）
- 第6回（2004年） ヴィアレッジョ（ イタリア）
- 第7回（2006年） ジーロング/ローン（ オーストラリア）
- 第8回（2008年） ベルリン/ヴァルネミュンデ（ ドイツ）
- 第9回（2010年） アレキサンドリア（ エジプト）
- 第10回（2012年） アデレード（ オーストラリア）
- 第11回（2014年） モンペリエ/ラグランドモット（ フランス）
- 第12回（2016年） アイントホーフェン/ノールドワイク（ オランダ）
- 第13回（2018年） アデレード（ オーストラリア）
- 第14回（2000年） リッチョーネ（ イタリア）
- 第15回（2024年） ゴールドコースト（ オーストラリア）
- 第16回（2026年） アガディール（ モロッコ）

## 開催種目
詳しくはライフセービング (スポーツ)を参照

### オーシャン競技
サーフ種目
- サーフレース
- オーシャンマン
- ボードレース
- レスキューチューブレスキュー
- オーシャンマンリレー
- ボードレスキュー
- 混合ライフセービングリレー

ビーチ種目
- ビーチスプリント
- ビーチブラッグス
- ビーチリレー

### プール競技
- 200m障害物スイム
- 100mマネキン･キャリー･ウィズフィン
- 50mマネキン･キャリー
- 200mスーパーライフセーバー
- 100mマネキン･トウ･ウィズフィン
- 100mレスキューメドレー
- 4×50m障害物リレー
- 4×25mマネキン･リレー
- 4×50mメドレーリレー
- ライン･スロー
- 混合ライフセービングリレー

### SERC競技
- 混合シミュレーテッド・エマージェンシー・レスポンス競技（SERC）

## メダリスト一覧
ライフセービング世界選手権のメダリスト一覧